# Veronica Toniolo
Veronica Toniolo (Trieste, 20 de mayo de 2003) es una deportista italiana que compite en judo.
Ganó una medalla de bronce en el Campeonato Europeo de Judo de 2025, en la categoría de –57 kg. Participó en los Juegos Olímpicos de París 2024, ocupando el quinto lugar en la prueba de equipo mixto.

## Palmarés internacional
| Campeonato Europeo | Campeonato Europeo     | Campeonato Europeo | Campeonato Europeo |
| Año                | Lugar                  | Medalla            | Categoría          |
| ------------------ | ---------------------- | ------------------ | ------------------ |
| 2025               | Podgorica (Montenegro) | Medalla de bronce  | –57 kg             |